# 広島抗争
広島抗争（ひろしまこうそう）は、1950年頃から1972年にかけて広島で起こった暴力団の抗争の総称。警察庁による名称は広島拳銃抗争事件。狭義には映画『仁義なき戦い』のモデルとなった第一次広島抗争（1950年頃）、第二次広島抗争（1963年4月17日 - 1967年8月25日。広島代理戦争とも呼ばれる）を示すことがある。
広島抗争と呼ばれるものには第一次、第二次の他にも第三次広島抗争（1970年11月 - 1972年5月）が広く知られるが、新井組粛清、血の粛清と呼ばれる青木組粛清の内部抗争を含めて5次と数える向きもある。

## 第一次広島抗争
第一次広島抗争は広島市の抗争と呉市の抗争に分かれる。
本来は別々の抗争であるが、発生時期が共に戦後間もなく争いが萌芽し、呉で勝利した山村組が広島で勝利した岡組を吸収する形でその後の第二次広島抗争へと突入していくこととなるので第一次広島抗争としてひとまとめに語られる事が多い。
呉の抗争は、博徒・土岡組と山村組の抗争である。呉の覇権を狙って新興の山村組が土岡組に挑んでいった。呉の顔役・海生逸一の思惑や小原組の動きも無視できず、山村組の内紛もあり、複雑さを増している。
広島の抗争は戦後の広島市の博徒・岡敏夫（岡組組長）の勢力拡大に伴い的屋・村上組との地域覇権争い。
終戦直後に広島で岡組が勢力を伸ばす過程で、1950年に岡組舎弟・打越信夫（打越組組長）が、対立する葛原一二三を東広島市で射殺し岡組内で勢力を伸ばす結果となった。
戦後の混乱期を経て、広島の勢力図は広島市では岡の勢力が拡大し、その中でも舎弟・打越、若衆・網野光三郎、服部武などの勢力が台頭した。また呉市では、山村辰雄（山村組組長）の勢力が拡大し、若頭・佐々木哲彦、若衆・美能幸三らが台頭していた。
岡組の実力者である打越は1950年から1952年頃にかけて、岡組（広島市）内の網野、服部だけでなく、山村組の若頭・佐々木、美能ら有力者と個々に兄弟盃を交わし縁戚関係を拡大していった。 この打越の縁組は、後に、いわゆる「仁義なき戦い」へと導く一つの要因となった。

## 岡敏夫の後継問題と山口組の中国地方進出
1960年頃から岡敏夫の健康問題から跡目問題が噂される。 最有力候補は打越信夫だが、三羽烏と言われた網野光三郎、服部武、原田昭三や、義弟・永田重義も実力は伯仲していた。 
そのような折の1961年5月、美空ひばりの広島公演のため三代目山口組の組長・田岡一雄と若衆・山本健一（山健組組長）が広島を訪れていた。 実力者の後ろ盾を得て岡組の後継争いを有利に進めようとした打越は、山本と美能幸三の仲介により山口組舎弟・安原政雄（安原会会長）と兄弟盃を交わすことに成功した。
広島外部の勢力の進出を快く思わなかった岡はこの盃を嫌い、1962年5月に跡目を呉の山村辰雄に指名した（岡にとって山村は兄貴分にあたり、跡目を格上に譲るのは異例と言えた）。かくして山村率いる山村組は呉から広島に進出し岡組組員百六十人を加えて、総勢二百二十人の大組織となり山陽最大の勢力を持つようになった。
当然この事態は打越側に衝撃を与えた、同年6月には打越の舎弟で山口県宇部市の岩本組組長・岩本政治と山村組幹部樋上実の兄弟分で山口県徳山市の浜部組組長・浜部一郎との間で抗争が起き、その手打ち仲裁の不手際のため打越は窮地に追い込まれる。さらに、義理事で九州を訪れていた美能らは打越が刺客（岩本組）を差し向けたとの噂を耳にする。打越はこれを否定するが、ついには指を詰めさせられ、美能幸三、網野光三郎、原田昭三らとの兄弟盃も解消させられた。 打越はそうした窮状を再三に渡り山口組本家に訴え支援を要請した。
当時は山口組側にも思惑があった。1960年に入り山口組は積極的に中国地方に進出を図り、山陰においては1961年に本多会の松山芳太郎を殺害し、鳥取に進出。翌年には その鳥取に進出していた直参の小西音松率いる小西一家が地元勢力と抗争を起こし山陰進出を着々と進めていた。山陽においては山口組若頭・地道行雄（地道組組長）が岡山・三宅芳一率いる現金屋の内紛に介入して熊本親（後の熊本組組長、四代目山口組舎弟）を支援し岡山を支配下に組み入れるべく展開中だった。
このように中国地方全域を攻略することを目的として活動していた山口組にとって山陽の重要拠点広島は避けて通れない場所だった。
そこで支援を必要としていた打越と思惑が一致した。再三神戸に足を運び、ついに打越は、1962年9月に田岡の61番目の舎弟となり、打越組が山口組の配下に入り、「三代目山口組広島支部打越会」と改称することになった。打越が山口組の舎弟となったことに対抗するため山村は、神戸の本多会会長・本多仁介と兄弟盃を1963年2月に交わした。

## 山口組の本格的な介入
この時点で打越会と山村組の広島を巡る地域対立は、山口組と本多会という大組織の代理戦争の様相を呈するようになった。山口組は以後、打越会を通じて抗争に本格的に介入するようになった。
まず、山村辰雄と懇意にしているということで、打越会若頭の山口英弘（山口(英)組組長）を絶縁とする一方、安原政雄・松本一美が美能ら暗殺の噂の真相究明に乗り出した。打越側にそんな動きが無かった（岩本は打越から縁を切られていた）事などから、現山村組幹部で元岡組の網野光三郎、服部武、原田昭三らと打越信夫との兄弟縁を復縁させた（山村組勢力の取崩しを図った）。山村組内では、呉の顔役である海生逸一が画策した小原光男・美能幸三・山本健一の兄弟盃を不服とし、美能幸三を破門とした。美能は以前から何度も煮え湯を飲まされていた山村との対決姿勢を鮮明にした。
このように広島の勢力図が打越会・美能組・西友会の山口組派と反山口組の山村組派とに分かれる中、1963年4月17日に美能組幹部の亀井貢が山村組系組員に射殺され戦いの火蓋が切られた。

## 第二次広島抗争の勃発と激化
亀井貢の密葬後、美能幸三は山本健一と兄弟盃を交わし報復の体制を整えた。その報復を待たずしてさらに追い討ちを掛けるように1963年5月26日には打越会を絶縁された山口英弘の若衆が打越会の組員を殴打する事件が起きた（当時、山口（英）組の縄張りと打越会の縄張りがかぶっていて小競り合いが続いていた）。直後に打越会の報復に先駆けて山口（英）組側が打越会の賭場を急襲、路上で銃撃戦となり抗争が一気に激化した。
打越側の報復は、打越信夫が抗争を嫌い雲隠れした事などから上手く組織が機能せず、当初打越側は一方的にやられっぱなしの状況となった。業を煮やして打越を見限った山口組若頭・地道行雄は美能に亀井の組葬を指示し、葬儀名目で1340人の山口組系組員を広島へ大動員し、山口組の力を見せつけた。しかし広島県警が機動隊など大量動員を掛けて抗争の一方の首謀者である美能を7月5日に逮捕した。美能を逮捕された山口組は報復を出来ずに帰らざるを得なかった。1963年9月可部温泉「松福荘」で射殺された打越会系西友会会長・岡友秋の葬儀の席上で「これはあくまで美能組と山村組との親子喧嘩じゃけん」と、報復に消極的な打越に対して山本は激怒し、「よう喧嘩も出来んで、なにが山口組の舎弟じゃ！笑わせるな！自分の喧嘩を買いもせんで人様がなに応援してくれる！そないに喧嘩したないんやったらわれはもう引っ込んどれ！ ボケナスのタクシー野郎！」（打越はタクシー会社を経営していた）と面罵し、山口組と広島のパイプを美能組にシフトした。
それでも一向に動こうとしない打越会に業を煮やした西友会は1963年9月19日山村組本拠・キャバレー「パレス」爆破、続いて山村組幹部・原田昭三宅をダイナマイトで爆破、さらに山村組との市街戦を展開するなど攻勢に出た。山村組の服部武は混迷する事態の中、周囲の声に押されて命懸けの特攻隊を組織し、山口組本部の便所をピース缶爆弾で爆破させた（玄関のガラスも割れたが、一階には人がおらずけが人は出なかった）。名乗りは上げなかったがピース缶が広島で使われていた事もあり直後から山村組の仕業と思われていた。山村組側は打越会・山口組勢力に対抗するため山村組を発展的に解消し、1964年5月に政治結社共政会（初代会長・山村辰雄）を結成して組織固めを行った。

## 警察の介入と抗争終結
1963年9月、堪り兼ねた広島県警察は山村辰雄、打越信夫を逮捕した。1965年6月9日、山村は引退を声明し、県警で長年のヤクザ生活から足を洗うと述べた。同年10月には二代目会長に服部武が就任。理事長には八月に出所した山田久が就いた。打越会との手打ちが成立するのは二年後の1967年8月25日である。海生逸一の斡旋によるもので、翌26日、打越信夫は弁護士を伴い広島西警察署を訪れ、打越会を解散し堅気になることを誓った。
こうして死者9人、負傷者13人、被逮捕者168人を出し、中国地方最大の抗争となった広島抗争は終結した。山口組は実害が無かった（被害は全て打越会に出た）ものの、結果的に広島進出に失敗し、進出の機会が当分閉ざされることとなった。
1960年代前半の山口組と本多会による広島侵攻は「仁義なき戦いシリーズ」（東映）では、第3作『仁義なき戦い 代理戦争』と第4作『仁義なき戦い 頂上作戦』で描かれるが、『仁義なき戦い 頂上作戦』の劇中、この戦いで全国からケンカの助っ人が大勢広島に集結する件が描かれる。この広島抗争への参加は関西の極道にとっても勲章のようで、1983年の同じ東映『唐獅子株式会社』の劇中、伊東四朗扮する関西のヤクザ組織の最高幹部が、道頓堀のクラブで酒を飲みながら昔を懐かしみ、「極道のロマンは広島抗争で終わったんじゃ。東京オリンピックの前やった。広島の道路は血だらけでのー...ええ時代やった」と泣くシーンがある。一方、東京の安藤組に所属していた安部譲二も助っ人として派遣されていたが、実際は全面戦争にならなかったため、皆、暇を持て余しており、ケンカの助っ人どころか、地元商店街の草野球大会の助っ人になっていた。

## 第三次広島抗争
第三次抗争は山村組が中心となって旗揚げした連合組織である政治結社「共政会」の内紛が発端である。
初代会長・山村辰雄が昭和40年6月に引退、11月に出所して来た理事長・服部武が二代目を襲名する。服部二代目体制に反発したのが幹事長の山口英弘で、彼は引退を表明する。山口（英）組は同会を脱退し、十一会と名称を改めた。
服部は理事長に子飼いの山田久を任命、副会長に旧岡組の原田昭三を加え、「旧岡組・山村組」派閥の発言権を強めた。これに反発したのが、かつて岡組と敵対した同会顧問の村上正明だった。
三代目を視野に入れた山田が連合組織から会長を頂点に一本化へと組織改革を推し進めようとするが、村上は小原組幹部・宮岡輝雄と連携するのである。
そして、1969年10月、村上組組員が山田との談判中に突如発砲。山田の配下が報復として宮岡輝雄を射殺する。宮岡組は親分が殺されたのは村上のせいであるとして、村上組との共闘を解消、その後、村上組幹部が山田を支援したため、村上正明は失墜する。
1970年9月、1963年7月から収監されていた美能幸三が出所する。同年6月に樋上組組長・樋上実が美能組組員に路上で射殺されていたため、彼の出所は新たな火種になると思われたが、兄弟分・波谷守之の懸命な説得により美能は引退を決意した。二代目美能組組長・薮内威佐夫、さらに三代目小原組が共政会入りし、脱退していた十一会会長・竹野博士が山田から盃をもらう。こうして三代目山田体制は既定路線となっていった。
これに反対する十一会副会長・梶山慧は、共政会三代目襲名式6日前の昭和45年11月18日、大阪各地に挨拶回りへ出向いていた山田久一行の乗った乗用車を、梶山派が襲撃した。山田は胸部に重傷を負った、襲名式は無理と思われたが、医師立会いのもとで、料亭で式を強行、三代目の座に就いた。
山田久襲撃に使われた車が尾道・俠道会のものだった事から俠道会の関与が疑われた。俠道会はこれを否定したが、会長・森田幸吉は梶山の親分の山口英弘と兄弟分であり、その義理から梶山一派を支援した。一方、山田久三代目の後見人を務めていた笠岡の浅野眞一組長は三代目共政会を支援する。
こうして、共政会内紛に端を発した抗争は「共政会・浅野組」VS「十一会梶山一派・俠道会」となって山陽道を揺るがすことになる。泥沼化し、終わりなき抗争とも思われたが、ここでも波谷守之が動き、森田の叔父貴分にあたる清水春日と説得にあたって、昭和46年5月に和解を見た。